# Teodora
Teodora je žensko osebno ime

## Različice imena
Doroteja, Tea, Teja, Teodosija, Teofila, Toda, Todijja, Todora, Todorka

## Tujejezikovne različice
Fedja, Fedora (iz rus.), Thea (iz gr.)

## Izvor imena
Ime Teodora je ženska oblika imena Teodor. Imeni Tea in Teja
sta verjetno skrajšani obliki imena Doroteja in Mateja. Imeni Fedja in Fedora pa sta ruskega izvora.

## Pogostost imena
Po podatkih Statističnega urada Republike Slovenije je bilo na dan 31. decembra 2007 v Sloveniji 255 nosilk imena Teodora. Ostala izpeljanke imena, ki so bile še uporabljene: Fedora manj kot 5, Tea (1437), Teja (2274), Thea (5), Toda (11), Todora (6) in Todorka (7).

## Osebni praznik
V koledarju Tedora (Božidarka, Darka) - mučenka praznuje god 13. marca. Poleg te pa sta v koledarju še dve Teodori: Teodora, rimska mučenka (†2. stol), god praznuje 1. aprila in Teodora Aleksandrijska, devica in mučenka (†3.stol.), ki god praznuje 28. april|28. aprila.

## Znane osebe
Najslavnejša zgodovinska oseba in svetnica je bizantinska cesarica Teodora (810 - 867), ki je vladala v obdobju 842- 855.

## Zanimivost
Teodoro, ženo cesarja Justinjana - Upravde, opisuje Fran Saleški Finžgar v romanu Pod svobodnim soncem.